# Józef Grochowicz
Józef Grochowicz (ur. 1 stycznia 1936 w Borowinie)  – polski inżynier, profesor nauk rolniczych, kierownik Katedry Inżynierii i Maszyn Spożywczych Wydziału Inżynierii Produkcji Uniwersytetu Przyrodniczego w Lublinie, prorektor Europejskiej Szkoły Wyższej w Sopocie.

## Życiorys
W 1961 ukończył studia w Wyższej Szkole Rolniczej w Lublinie, w 1965 r. doktoryzował się na podstawie pracy zatytułowanej Badania nad procesami rozdzielania nasion koniczyny czerwonej na stole wibracyjnym według ich własności sprężystych, której promotorem był prof. Janusz Haman. W 1970 r. habilitował się na podstawie pracy pt. Maszyny do czyszczenia i sortowania nasion, a w 1980  uzyskał tytuł profesora nauk rolniczych.
Pracował w Instytucie Budownictwa, Mechanizacji i Elektryfikacji Rolnictwa, w Katedrze Maszyn Spożywczych i Ochrony Środowiska na Wydziale Mechanicznym Akademii Techniczno-Rolniczej im. J. J. Śniadeckich w Bydgoszczy, oraz w Centralnym Laboratorium Przemysłu Paszowego w Lublinie z siedzibą w Snopkowie.
Został zatrudniony na stanowisku profesora zwyczajnego w Szkole Głównej Turystyki i Hotelarstwa Vistula, oraz był kierownikiem w Katedrze Inżynierii i Maszyn Spożywczych na Wydziale Inżynierii Produkcji Uniwersytetu Przyrodniczego w Lublinie, a także prorektorem w Europejskiej Szkole Wyższej w Sopocie.
Był członkiem prezydium Komitetu Techniki Rolniczej PAN i prezesem Polskiego Towarzystwa Inżynierii i Techniki Przetwórstwa Spożywczego SPOMASZ.
Jest prezesem Polskiego Stowarzyszenia Producentów i Dystrybutorów Karmy dla Zwierząt Towarzyszących.

## Wyróżnienia
- Tytuł doktora honoris causa Politechniki Koszalińskiej[1]